# آب‌انبار محمودآباد (یزد)
آب‌انبار محمودآباد مربوط به دوره پهلوی است و در یزد، خیابان انقلاب، کوچه شماره ۹۱، مسجد امام جعفر صادق، کوچه کانون ورزشی سلمان محمودآباد، پلاک ۱ شهرداری واقع شده و این اثر در تاریخ ۲۰ اردیبهشت ۱۳۸۶ با شمارهٔ ثبت ۱۹۰۸۰ به‌عنوان یکی از آثار ملی ایران به ثبت رسیده است.